# 武田良太
武田 良太（たけだ りょうた、1968年〈昭和43年〉4月1日 - ）は、日本の元政治家、ラジオ番組司会者。
総務大臣（第24代）、国家公安委員会委員長（第95代）、内閣府特命担当大臣（防災）・行政改革担当大臣・国家公務員制度担当大臣・国土強靭化担当大臣（第4次安倍第2次改造内閣）、防衛副大臣（第2次安倍内閣）、防衛大臣政務官（福田康夫改造内閣・麻生内閣）、衆議院安全保障委員長、衆議院議員（7期）、自由民主党幹事長特別補佐、同副幹事長、同国防部会長、同遊説局長を歴任した。

## 来歴
福岡県田川郡赤池町（現：福智町）生まれ。明治学園中学校、福岡県立小倉高等学校、早稲田大学文学部英文学専修卒業。亀井静香衆議院議員の秘書を経て、25歳時の1993年、第40回衆議院議員総選挙に伯父・田中六助の地盤であった旧福岡4区から自由民主党公認で出馬したが、田中の死去から8年が経過し支持基盤は引き継げなかったこともあり、最下位で落選した。1996年の第41回衆議院議員総選挙には自民党公認で福岡11区から出馬したが、新進党の山本幸三、社会民主党の中西績介に次ぐ得票数3位で落選。再び自民党公認で福岡11区に出馬した2000年の第42回衆議院議員総選挙では中西の得票を上回ったが、無所属で出馬した山本に敗れ、落選。
2003年の第43回衆議院議員総選挙では、山本が自民党に復党していたため無所属で福岡11区から出馬。自民党公認の山本を破り、初出馬から10年目にして初当選した。初当選後は自民党系無所属の新人議員で院内会派「グループ改革」を結成。2004年8月に自民党に入党。
2005年7月、郵政民営化法案の衆議院本会議における採決では反対票を投じた。このため、同年9月の第44回衆議院議員総選挙では自民党の公認を得られず、再び無所属で出馬。自民党公認候補の山本らを破り2選（山本も比例復活）。当選後、衆議院に再提出された郵政民営化法案の採決では一転して賛成票を投じた。2006年11月、復党届を自民党に提出し、12月に党紀委員会で復党が了承されて自民党に復党した（郵政造反組復党問題）。復党後は山崎派に入会。2007年、早稲田大学大学院公共経営研究科に入学し、2009年に修了。
2008年8月、福田康夫改造内閣において防衛大臣政務官に任命され、麻生内閣まで務める。2009年の第45回衆議院議員総選挙では福岡11区から出馬。これに伴い、山本は比例九州ブロックへと回ることですみ分けが行われた。選挙では公明党の支援も受け、3選。なお、武田が自民党の公認を受けて当選したのは、この総選挙が初めてである。翌2010年、所属する山崎派を退会し、以降は無派閥で活動。
2012年の第46回衆議院議員総選挙でも福岡11区から自民党公認で出馬し、4選。なお、山本幸三は選挙区調整により福岡10区に国替えした。選挙後、衆議院安全保障委員長に就任。2013年9月、第2次安倍内閣で防衛副大臣に任命。2014年の第47回衆議院議員総選挙でも福岡11区から自民党公認で出馬し、5選。2016年1月、二階派に入会。同年、自民党員の獲得数が全国会議員で最も多く1万人を超えた。
2017年の第48回衆議院議員総選挙でも福岡11区から自民党公認で出馬し、6選。2019年9月11日、第4次安倍第2次改造内閣で国家公安委員会委員長、行政改革担当大臣、国家公務員制度担当大臣、国土強靭化担当大臣、内閣府特命担当大臣（防災）として初入閣。2020年9月16日、菅義偉内閣で総務大臣に就任。
2021年10月31日の第49回衆議院議員総選挙で7選。
2024年、収支報告書不記載により、党の役職停止1年間の処分を受け、その後行われた第50回衆議院議員総選挙では党公認は得られたものの比例代表への重複立候補は認められず、選挙区では日本維新の会の新人候補に敗れ落選、ここで7期連続で獲得してきた議席を失うかたちとなった。
2025年7月6日より、InterFMでラジオ番組｢武田良太 Try Again｣の司会を務める。

## 政策
- ヘイトスピーチを法律で規制することに賛成[17]。
- 女性宮家の創設に反対[18]。
- 選択的夫婦別姓制度導入に反対[19][20]。
- 同性婚制度導入に反対[21]。
- 国会議員の被選挙権年齢の引き下げに反対[21]。

## 人物

### 佐賀空港へのオスプレイ配備に関する証言
2014年7月22日、防衛副大臣として古川康佐賀県知事（当時）に対し自衛隊の新型輸送機オスプレイの佐賀空港への配備計画を要請した。これに関し2015年7月21日に佐賀新聞のインタビューで、要請の1年以上前に地元経済人から「民間と自衛隊との共同使用により地域振興に生かしたい」との打診がありコスト面や地理的条件から佐賀空港を選んだこと、また防衛省と県との間で実務者レベルの事前協議があったことを証言した。佐賀空港は建設時に県と漁協が結んだ公害防止協定の覚書付属書により民間と自衛隊は共用しないとされているが、武田はこの覚書の存在を事前に把握していたが障害にはならないと判断していたとも述べた。中谷元防衛大臣（当時）や防衛省幹部は、2014年7月の要請時に覚書の存在を把握したと説明している。
武田の証言について、民進党の藤崎輝樹県議が「覚書について解決の感触を得ていたとするのは県民軽視」と批判し、自民党県連からは留守茂幸会長が「不適切な発言」と党本部に抗議したほか土井敏行幹事長も「事実関係もあいまいで迷惑」と不快感を示した。また古川前知事、山口祥義現知事はともに事前協議を否定し、秀島敏行佐賀市長は「両者の言い分が食い違っており、国、県の両方と佐賀市の信頼関係を損ねた」と批判した。
2015年9月18日、武田が証言した経済人による佐賀空港の共用打診の有無を問う原口一博衆議院議員の質問主意書に対し、安倍晋三内閣は事実ではないとする答弁書を閣議決定した。

### 統一教会との関係
- 2017年2月、世界平和統一家庭連合（旧統一教会）の関連団体の天宙平和連合（UPF）は韓国のソウルで「第4回ワールドサミット」を開催[25]。同時に開催された世界平和国会議員連合（IAPP）の総会に武田は山本朋広や柳本卓治とともに参席し[26]、韓鶴子総裁から統一教会を国の宗教にするという「国家復帰指令」を受任した[27][28]。

- 同年7月12日から17日にかけて、統一教会系の日刊紙「ワシントン・タイムズ」からの誘いを受け、武田、竹本直一、山本朋広、鈴木克昌、御法川信英、穴見陽一ら国会議員団と元衆議院議員の大野功統、元自衛艦隊司令官の香田洋二は、教団幹部とともに渡米、外遊を行った[29][26][30]。統一教会系団体が開いたワシントンでの日米韓の国会議員会議で、一同は、日本の統一教会会長の徳野英治、国際勝共連合会長・世界平和連合会長の太田洪量、UPFジャパン新会長の梶栗正義ら教団幹部5人とともに記念撮影をした。会議に参加した関係者は、旅費や宿泊費は支払っていないと証言している。ワシントンでの会議後、一同はニューヨークに向かい、韓鶴子総裁主賓の超宗教フェスティバル「真の父母様マジソンスクエアガーデン大会」に参加した[29][27][31]。

- 同年11月28日、統一教会の関連組織である「日韓トンネル推進全国会議」の結成大会が東京都千代田区の海運クラブで開催[32][33]。同大会に出席しスピーチした[34]。

- 2018年10月25日、「国際勝共連合創立50周年記念大会」がザ・キャピトルホテル 東急で開催。同大会に出席[35][26][27]。
- 武田の政治団体が2018年、世界平和統一家庭連合（旧統一教会）の関連団体に会費を支出していた[36]。
- 2020年9月13日に統一教会の関連団体「世界日報」のインタビューに応じ、2020年10月3日に世界日報にインタビュー記事が掲載された[37]。

- 2022年7月から8月にかけて、共同通信社は、全国会議員712人を対象に、統一教会との関わりを尋ねるアンケートを実施。8月31日に各議員の回答の全文を公表した。岸田文雄首相は8月8日の自民党臨時役員会で、統一教会をめぐり「政治家の責任で関係をそれぞれ点検し、適正に見直してもらいたい」と述べ、党所属国会議員全員に通達するよう指示[38]しながらも、自身はアンケートに答えることを拒否した。武田もアンケートに答えることを拒否した[39][40]。

### 麻生太郎との関係
同じ福岡県筑豊地区で選挙区の隣り合う麻生太郎とは対立関係にあり、県内の選挙では両陣営による保守分裂選挙が繰り返されている。2019年福岡県知事選挙では、武田らが現職の小川洋を支援したのに対し麻生が厚生労働官僚の武内和久を新たに擁立し保守分裂選挙となり、小川が再選。小川が病気を理由に辞職したことで行われた2021年福岡県知事選挙では、両者が異なる候補を擁立しようとしたが土壇場で行われた麻生・武田会談で元副知事の服部誠太郎への一本化が決まり保守分裂選挙は回避され、服部が初当選した。その後も2023年北九州市長選挙では再び武田らの推す国土交通官僚の津森洋介と麻生の推す武内和久の保守分裂選挙となり、武内が初当選を果たした。2024年に実施された第50回衆議院議員総選挙においても福岡9区などで分裂選挙となる可能性が指摘されていた。他にも2021年には総務大臣であった武田の国会答弁に対し副総理兼財務大臣であった麻生が苦言を呈することもあった。

### その他
- 矢沢永吉の大ファンである[46]。
- 2022年6月26日、新型コロナウイルス感染が判明した。翌27日、衆議院は武田の感染を発表した[47]。

## 不祥事

### 公職選挙法違反
- 2003年の衆院選において、福岡県川崎町の区長[要検証 – ノート]が武田を応援するビラを町広報誌に折り込んで配ったとして、公職選挙法違反（文書図画の頒布など）の疑いで書類送検された[48]。

### 総務大臣在任中にNTT社長らと会食
武田が2020年11月11日にNTTの澤田純社長、NTTドコモ独立社外取締役の遠藤典子、JR東海の葛西敬之名誉会長と会食していたことを2021年3月17日に週刊文春が報じた。会食の11月11日は、NTTとドコモの命運を左右するTOB（株式公開買い付け）の最中だった。9月29日に澤田社長はドコモを完全子会社化する計画を発表し、翌日からTOBを推し進めていた。史上最大と言われる4・2兆円規模のTOBが完遂されたのは、会食の6日後、11月17日だった。NTTの社長とドコモの社外取締役はTOBの最中にNTTの事業計画などを認可する立場の総務大臣と会食に同席していたことになる。
2021年3月10日から3月17日まで、NTTによる総務官僚や総務大臣経験者への接待や会食が報道される中、武田は国会で野党議員からNTTとの会食の有無を再三にわたって問われ、「国民の疑念を招く会食はしていません」と25回も繰り返し答弁していた。2021年3月15日に参議院予算委員会に出席したNTTの澤田純社長は、菅義偉首相や武田良太総務相との会食の有無について「控えさせていただく」と明言を避けていた。菅義偉や武田も会食の有無を明示せず「国民から疑念を招くような会食に応じることはない」と繰り返していた。
武田は3月18日の衆院総務委員会で、「（澤田純社長らと）会食に同席したのは事実だ。食事は注文せず、ビール2、3杯程度をいただいた後、退席した。費用として1万円を支払った」と述べた。その上で「出席者から特定の許認可などに関する要望や依頼を受けたことはなく、大臣規範に抵触する会食ではなかったと考えている」と述べ、問題ないとの認識を示した。
2020年12月21日付の「ダイヤモンドオンライン」が掲載した＜武田総務相が初めて明かす、ドコモ「異次元値下げ」に至る舞台裏＞と題した記事では、記者が「今まで動かなかった携帯料金の値下げを実現するに当たって、NTTの澤田純社長とのやり取りはありましたか」と問い、武田は 「いや、自身が料金値下げに取り組む中では、携帯事業者の人にむしろ会うべきではないと思いました。私は方向性を示した後、料金引き下げに関することでは一切会っていません。というのは決断が鈍るからです。人間っていうのは、思い切ったことをするときにはね、相手と会っちゃいかんのですよ。情も芽生えるし、そこのところは『フェア』にやっています」と答えていた。

### 政治資金問題
- 日本共産党の機関紙しんぶん赤旗は、2006年に武田が事務所費として1588万円を計上していたことを問題にした[55]。
- 2011年1月までカネミ油症事件の原因企業であるカネミ倉庫から政治献金を受け取った上で、同年8月に結成された[56]同事件の被害者救済制度を検討する議員連盟に発起人として加わっていた。武田側は「同社は伯父の田中六助時代からの支援者で、武田は後継者として支援を受けていた。議員連盟に参加するにあたって献金は全額返金した」と説明した[57]。

### 不適切発言
2021年3月16日の衆議院予算委員会での放送関連会社「東北新社」の外資規制違反をめぐる質疑の合間に「記憶がない」と発言する者があり、立憲民主党はこれを、武田総務大臣が事実を隠す目的で総務省の電波部長に「記憶がない(と言え)」と指示をしたとみなして問題にした。武田総務大臣は「記憶がない」と発言したことを認め、誤解を与えたことを謝罪したものの、これは「無意識に」した発言で、総務省電波部長に指示するような意図はなかったと答弁した。

### 政治資金パーティー収入による1172万円の裏金問題
2023年12月1日、朝日新聞が、自民党5派閥が開いた政治資金パーティーをめぐる問題で、安倍派が、所属議員が販売ノルマを超えて集めた分の収入を裏金として議員側にキックバックする運用を組織的に続けてきた疑いがあるとスクープした。
同日、二階派の武田は、派閥としてノルマ超過分をキックバックしていたかどうかについて、朝日新聞の取材に「政治資金収支報告書の通り寄附をしているところであり、収支報告書をご覧ください」とコメントを出した。
12月11日、武田は東京都内で自身の政治資金パーティーを開いた。自民派閥に生じた政治資金問題について「政治不信を招くような事態に至った」として陳謝する一方で「政治資金パーティーは政治家にとって重要な政治活動の一つだ」とも強調した。派閥政治の弊害が指摘されている現状を念頭に「政治家は情熱だけをぶつければいいわけではない。政策を形にし、国民に還元するためには同志が必要だ」と派閥の意義を訴えた。
2024年1月18日、武田の資金管理団体が、2022年までの3年間に、派閥側からの収入として1172万円を政治資金収支報告書に記載していなかったとして、収支報告書を訂正した。2020年に388万円、2021年に706万円、2022年に78万円の収入があったと記載した。これについて武田の事務所は「派閥パーティーの確認をしたところ、集計ミスがあり訂正手続きを行いました。今後は二度とこのような事が起こらないよう再発防止に努めます」と述べた。
1月19日、特捜部は安倍派の会計責任者を政治資金規正法違反（虚偽記入）の罪で在宅起訴した。1月26日、特捜部は安倍派幹部7人について、会計責任者との共謀は認められないとして不起訴（嫌疑なし）とした。
2月20日、武田は衆議院・政治倫理審査会へ出席する意向を正式に表明した。
2月28日と29日に開催することで与野党が大筋で合意していた衆議院・政治倫理審査会をめぐり、自民党は27日午後、武田と安倍派の西村康稔が公開での審査に応じる意向を野党に伝えていた。しかし同日、西村が“安倍派として対応をあわせるため自分だけ公開で応じることはできない”として公開での出席を断り、それを受け武田も出席を拒んだ。そのため、28日に開催予定だった政治倫理審査会は見送られた。
4月4日、自民党は党紀委員会を開き、武田を党役職停止1年とするなど、安倍、二階両派の議員ら39人への処分を決定した。
7月8日、特捜部は派閥の収支報告書に虚偽記載した疑いについては嫌疑なし、議員側の政治団体の収支報告書に虚偽記載した疑いなどについては嫌疑不十分とし、武田をいずれも不起訴処分とした。
2025年3月6日、東京第2検察審査会は武田と関係政治団体の会計責任者について、「処分を覆すに足りる証拠がない」として不起訴相当を議決した。

## 自民党員獲得ランキングトップ常連
自民党党員への入党条件は、下記の3つを満たし、年会費4000円、家族は家族党員制度により2000円を払う。①自民党の綱領･主義･政策などに賛同する ②満18歳以上で、日本国籍を有する ③他の政党の党籍を持たない。
入党メリットは、① 総裁(総理大臣)選挙の選挙権を得る。(※)。議員によっては個別特典として、機関紙「自由民主」党員版を届ける、中央政治大学院受講料の優遇制度をつけるなど、インターネット上で公開されている。※ 総裁選挙の前年と前々年の２年継続して党費を納めた党員のみが、総裁選挙の有権者になる。
2016年、武田良太は1位、1人で自民党員獲得数が1万人を超えた。一方、410人以上いる党所属議員のうち約150人がノルマを達成できていない。
2018年、武田良太は1位、ひとりで自民党員獲得数が1万人を超えた。自民党は、2017年、1年間に所属国会議員が獲得した党員数のランキングの上位10位と下位10位の実名を発表した。自民党は1991年には547万人の党員を抱えるなど、巨大な組織を誇ってきた。しかし、2度の政権転落などを経て、党員数は一時70万人台にまで激減した。120万人の党員獲得を目標に掲げ各議員に檄を飛ばしている。自民党本部は、以前はあいまいだったが、党員獲得について議員への罰金制を導入し所属議員1人あたり党員1000人獲得のノルマを課し、不足1人につき2000円のペナルティを課すようになった。
2019年、武田良太は3位。1位は堀内詔子衆院議員、2位は二階俊博幹事長だった。氏名公表には「不協和音を招く」と慎重論もある。だが、二階氏は「当選するのに10万票を集めようという議員が、1000人の党員を集められなくてどうする」と意に介さない。未達議員に対しては「次の公認について考えないといけないという声が党内にある」と選挙での候補差し替えも示唆する。逆に優秀者は人事での希望を考慮したり、比例代表の場合は名簿登載順位を優遇したりするなど、信賞必罰を明確にする考えだ。
2022年、武田良太は5位以下かつ10位以内。1位は青山繁晴参院議員（比例）、2位は堀内詔子元五輪相（山梨2区）、3位は高市早苗経済安全保障担当相（奈良2区）。

## 選挙歴
| 当落 | 選挙                   | 執行日         | 年齢 | 選挙区        | 政党       | 得票数     | 得票率 | 定数 | 得票順位 /候補者数 | 政党内比例順位 /政党当選者数 |
| ---- | ---------------------- | -------------- | ---- | ------------- | ---------- | ---------- | ------ | ---- | ------------------ | ---------------------------- |
| 落   | 第40回衆議院議員総選挙 | 1993年07月18日 | 25   | 旧福岡県第4区 | 自由民主党 | 1万4172票  | 3.24%  | 4    | 7/7                | /                            |
| 落   | 第41回衆議院議員総選挙 | 1996年10月20日 | 28   | 福岡県第11区  | 自由民主党 | 4万2152票  | 24.33% | 1    | 3/4                | /                            |
| 落   | 第42回衆議院議員総選挙 | 2000年06月25日 | 32   | 福岡県第11区  | 自由民主党 | 6万5838票  | 34.88% | 1    | 2/5                | /                            |
| 当   | 第43回衆議院議員総選挙 | 2003年11月09日 | 35   | 福岡県第11区  | 無所属     | 7万8882票  | 42.43% | 1    | 1/4                | /                            |
| 当   | 第44回衆議院議員総選挙 | 2005年09月11日 | 37   | 福岡県第11区  | 無所属     | 7万8757票  | 39.50% | 1    | 1/4                | /                            |
| 当   | 第45回衆議院議員総選挙 | 2009年08月30日 | 41   | 福岡県第11区  | 自由民主党 | 10万6334票 | 57.43% | 1    | 1/4                | /                            |
| 当   | 第46回衆議院議員総選挙 | 2012年12月16日 | 44   | 福岡県第11区  | 自由民主党 | 8万6443票  | 55.87% | 1    | 1/4                | /                            |
| 当   | 第47回衆議院議員総選挙 | 2014年12月14日 | 46   | 福岡県第11区  | 自由民主党 | 8万5488票  | 65.60% | 1    | 1/3                | /                            |
| 当   | 第48回衆議院議員総選挙 | 2017年10月22日 | 49   | 福岡県第11区  | 自由民主党 | 8万1129票  | 55.46% | 1    | 1/3                | /                            |
| 当   | 第49回衆議院議員総選挙 | 2021年10月31日 | 53   | 福岡県第11区  | 自由民主党 | 7万5997票  | 55.76% | 1    | 1/3                | /                            |
| 落   | 第50回衆議院議員総選挙 | 2024年10月27日 | 56   | 福岡県第11区  | 自由民主党 | 5万6607票  | 43.30% | 1    | 2/3                | /                            |

## 所属団体・議員連盟
- 自民党たばこ議員連盟[79]
- 日本会議国会議員懇談会[80]
- 神道政治連盟国会議員懇談会[80]
- みんなで靖国神社に参拝する国会議員の会[80]
- 創生「日本」[80]
- ラグビーワールドカップ2019日本大会成功議員連盟（幹事長）
- 日本の印章制度・文化を守る議員連盟（副会長）[81]
- 日韓議員連盟(幹事長)

## 著書
- 『10年の滑走路』ジュピター出版、2004年6月。ISBN 9784916029874。

## 出演

### ラジオ
- 武田良太 Try Again（InterFM、2025年7月6日 - ）[4]

### 新聞
- 学生新聞